# Juan María Roma
Juan María Roma, né à Sant Hipòlit de Voltregà vers 1880 et mort à Barcelone en 1947, est un homme politique et journaliste carliste.

## Œuvres
- Homenaje a los héroes de la Independencia (1908)
- Esbozo del Programa Tradicionalista (1908)
- ¿Por qué nos llamamos legitimistas? (1909)
- Las cortes de Cádiz: su origen, su constitución, sus hechos y sus consecuencias (1910)
- Dios Patria Rey. Recuerdo del Aplech de Vinyoles. Álbum de homenaje a Don Jerónimo Galcerán (1912)
- Los crímenes del liberalismo (1913)
- De palpitante actualidad. El Ejército español y los partidos políticos (1920)
- Catecismo Tradicionalista. Manual de las juventudes carlistas españolas (1935)
- Centenario del Tradicionalismo Español. Álbum histórico del carlismo: 1833-1933-35 (1935)